# Indianen

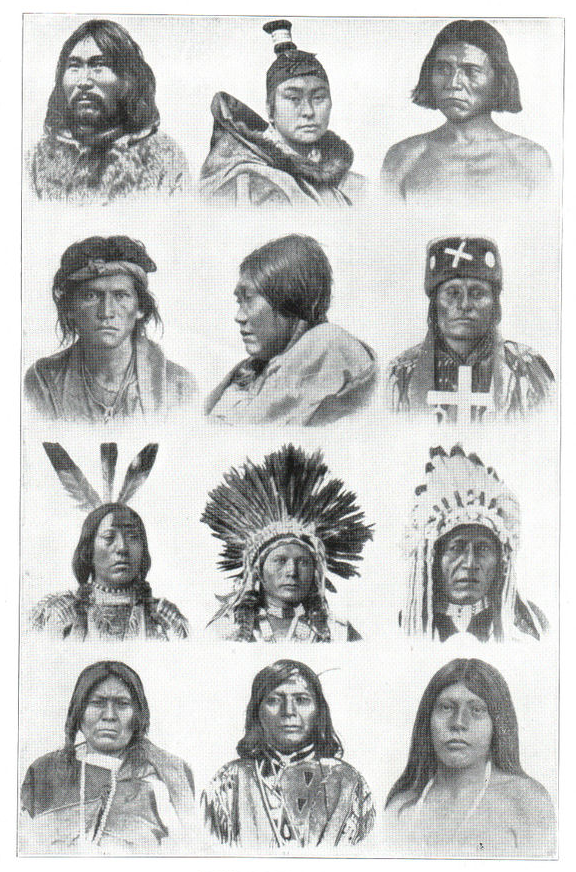
Afbeelding uit 1914 van indianen, afkomstig van diverse stammen

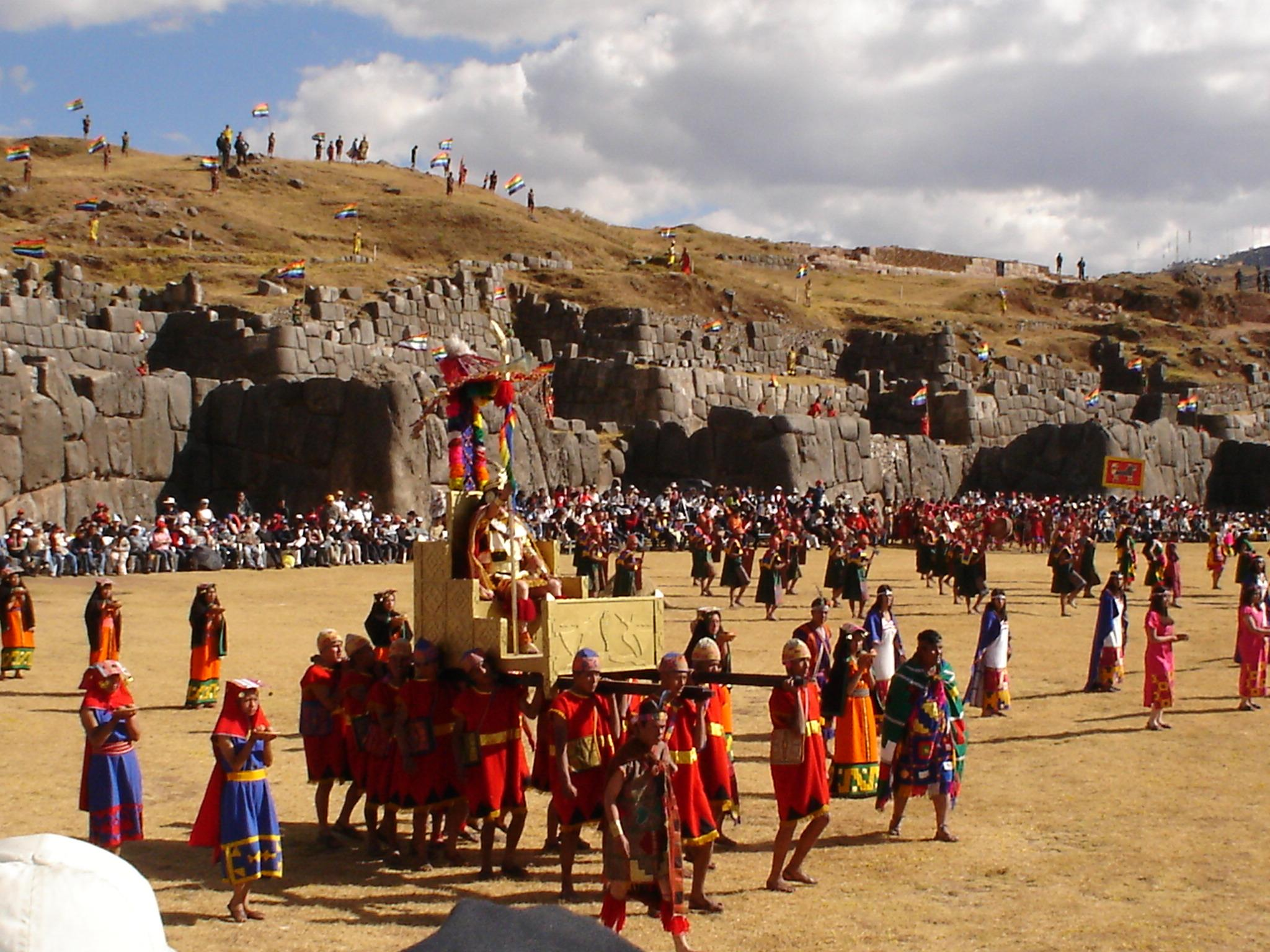
Inti Raymi (Inca Festival van de Zon) in Sacsayhuaman, Cuzco, Peru, Zuid-Amerika

Indianen is een benaming voor de oorspronkelijke, inheemse bevolking van Amerika. Het is een begrip dat overkoepelend voor diverse etnische groepen wordt gebruikt en betrekking heeft op alle oorspronkelijke inwoners van het continent Amerika. Columbus, die in 1492 dacht in Indië beland te zijn (het was zijn bedoeling om in westelijke richting de Atlantische Oceaan over te reizen en zo in Indië te komen), noemde de bewoners indios – Spaans voor Indiërs, en sindsdien ook voor indianen.

## Etymologie
Omdat de benaming "indiaan" eigenlijk duidt op Zuidoost-Azië, zijn er verschillende alternatieve benamingen in zwang geraakt.
In de Verenigde Staten introduceerden de Amerikaanse overheid en academici in de jaren 60 van de 20ste eeuw de term Native American (inheemse Amerikaan) voor de groepen die onder de verantwoordelijkheid van het Bureau of Indian Affairs vielen. Een bijkomende reden was de verwarring met inwoners van Indiase afkomst, die in het Engels ook Indians heten. Deze nieuwe terminologie werd echter niet algemeen gewaardeerd, omdat deze zonder inspraak van de betrokkenen werd aangenomen, en omdat met deze term indianen en de oorspronkelijke bewoners van Alaska, Hawaï, Puerto Rico en de eilanden in de Stille Oceaan op een hoop werden gegooid. Uit een in 2005 door het U.S. Census Bureau gehouden enquête bleek dat bijna 50% van de indianen het liefst "American Indians" worden genoemd, terwijl iets meer dan 37% de voorkeur geeft aan "Native American". Zo noemen vooral de Inuit zich eerder "Native American" dan "American Indian".
Sinds het begin van de 21ste eeuw worden beide termen gebruikt. Het Bureau of Indian Affairs wendt sinds 2005 de term American Indian aan in plaats van Native American.
De benaming First Nations/Premières Nations wordt gebruikt in Canada. 
In de rest van Amerika worden de indianen officieel inheems genoemd: inheemsen in Suriname, indígenas (Spaans en Portugees), Indigènes (Frans-Guyana) en indiginous, voorheen Amerindians, door internationale organisaties.
De Eskimo's (soms Inuit genoemd, al slaat dat woord strikt genomen niet op de Yupik in Alaska) worden wegens hun sterke overeenkomsten met verschillende noordelijke inheemse volken van Rusland overigens vaak (in de politiek en in de wetenschap) niet als indianen beschouwd, zij het wel als "inheemse Amerikanen".
De emancipatie wat de etnische naamgeving betreft is zowel in Canada als de VS in toenemende mate een zaak van de inheemse gemeenschappen zelf, die in cultureel en politiek opzicht steeds (zelf)bewuster worden. Zo geven inheemse volken die door de Amerikaanse en Canadese overheden officieel zijn erkend en zichzelf als een volwaardige politieke en culturele staat beschouwen, steeds vaker aan niet langer (zoals in de VS) tribes (stammen) of (zoals in Canada) bands genoemd te willen worden, maar Nations (naties of staten). Tevens worden de namen die de Europeanen (of omringende inheemse volken) in het verleden introduceerden, meer en meer vervangen door de namen die volkeren aan zichzelf gaven. In plaats van Irokezen spreekt men nu bijvoorbeeld vaker van Haudenosaunee. Andere naamsveranderingen zijn onder andere Lakota (Dakota/Nakota) voor Sioux, Mexicah voor Azteken, Ñudzahui voor Mixteken en Mapuche voor Araucaniërs.
In het Nederlands wordt "indiaan" niet met een hoofdletter geschreven, omdat het niet een volk maar verscheidene etnische groepen aanduidt (net als bij zigeuners het geval is).
Koning Willem I der Nederlanden benoemde destijds in een aantal van zijn koninklijke besluiten de bewoners van Nederlands-Indië als "indianen". De gangbare term werd echter "inlander".

## Drie hoofdgebieden

### Noord-Amerika

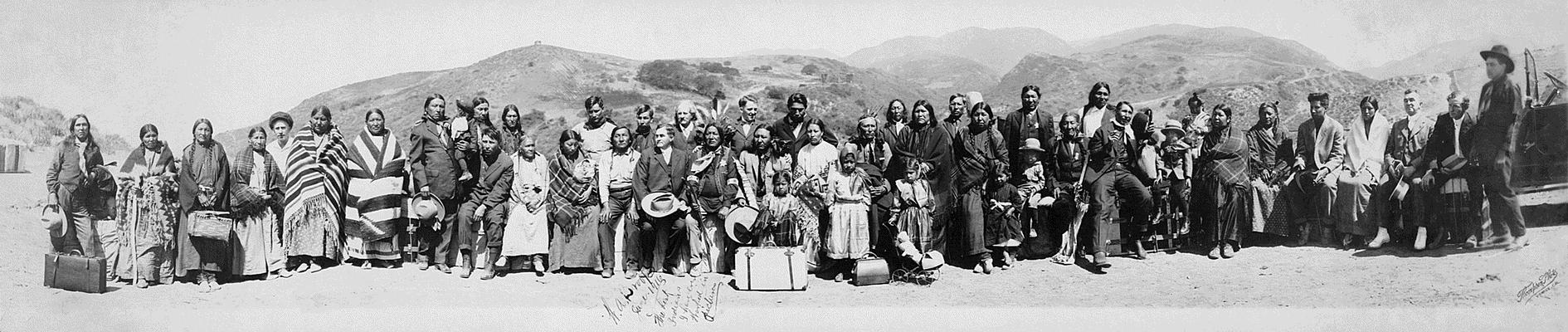
Indianen 1916 in Californië

Bij de komst van Columbus was Noord-Amerika verdeeld in een aantal cultuurregio's. De bekendste zijn die van het uiterste noorden (Arctisch gebied) en die van de prairies in het middenwesten, de Great Plains. Op de Plains woonden de meeste mensen langs de rivieren en waren boer. In het oosten en zuidwesten van Noord-Amerika woonden ook boeren. De belangrijkste gewassen waren maïs, bonen en pompoenen. Deze zogenaamde Drie Zusters waren oorspronkelijk afkomstig uit Mexico. Verder werden in het zuidwesten katoen en in het oosten onder andere zonnebloemen verbouwd. Tabak werd in nagenoeg de gehele huidige Verenigde Staten en het zuiden van Canada aangeplant.
Het stereotiepe beeld van "de indiaan" is gebaseerd op de prairie-volkeren uit de negentiende eeuw en hun confrontaties met de Europese kolonisten.
De 'Moundbuilders' bewoonden van grofweg 3500 v.Chr. tot de 16e eeuw de gebieden van de Grote Meren, de Ohio en de Mississippi.

### Centraal-Amerika

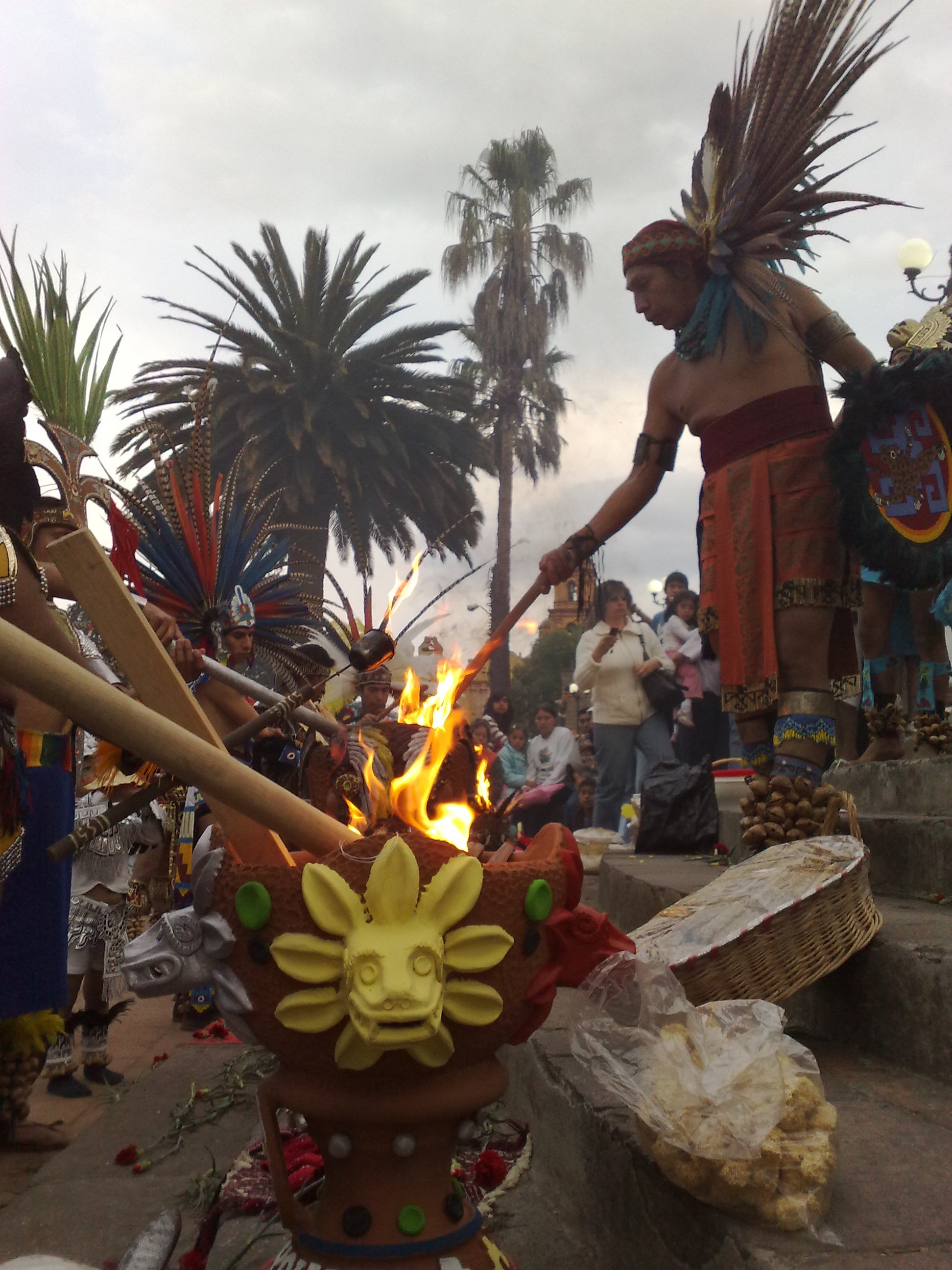
De Azteekse ceremonie van het ontsteken van het 'Nieuwe Vuur'

Centraal-Amerika (Mexico tot en met Panama) in 1492 wordt door archeologen en historici opgedeeld in twee hoofdgebieden, te weten Meso-Amerika (bestaande uit het centrale en zuidelijke deel van Mexico, Belize, Guatemala, El Salvador en delen van Honduras, Nicaragua en Costa Rica) en Centraal-Amerika (bestaande uit de moderne staat Panama en grote delen van Costa Rica, Nicaragua en Honduras).
Meso-Amerika is het gebied van beroemde volkeren als de Azteken en de Maya's. Tevens is dit een van de zes gebieden op de wereld (de andere zijn de centrale Andes, Egypte, Mesopotamië, de Indusvallei en China) waar zeer vroeg technologisch complexe culturen zijn ontstaan. De meeste mensen woonden hier in steden of waren boer. 
Midden-Amerika werd lange tijd gezien als "overgangsgebied" tussen de "hoge culturen" van Meso-Amerika en de Andes. Om die reden werden Colombia en Ecuador er nogal eens aan toegevoegd. Tegenwoordig staat Centraal-Amerika meer op zichzelf en krijgt het een eigen plaats in de inheemse geschiedenis. Ook hier woonden bij komst van Columbus voornamelijk boeren.

### Zuid-Amerika
Ook Zuid-Amerika is, evenals de voornoemde gebieden, opgedeeld in cultuurregio's. De Andes en het Amazonebekken zijn het bekendst, maar zowel cultureel als historisch gezien hoort het Caribisch gebied hierbij. Alleen in het uiterste zuiden (Patagonië) werd er niet aan landbouw gedaan, maar ook hier is het beeld van de nomadische indiaan te paard (bekend van de gaucho's) afkomstig van de periode na de komst van de Europeanen. Datzelfde geldt voor de grote veestapels van de noordelijker gelegen pampa. Ook runderen werden ingevoerd door de Europeanen. De Andes en Peru zijn bijna synoniem aan de Inca's. Toch zijn zij relatieve laatkomers in dit gebied. Toen de Spanjaarden in 1532 de Incavorst Atahualpa gevangennamen, bestond het Inca-rijk nog geen honderd jaar, terwijl het voortgekomen was uit hoogstaande culturele tradities van diverse volken die leefden in diverse berg- en kustvalleien sinds drieduizend jaar voor Christus of nog eerder.

## Postcolumbiaanse geschiedenis van Noord Amerika

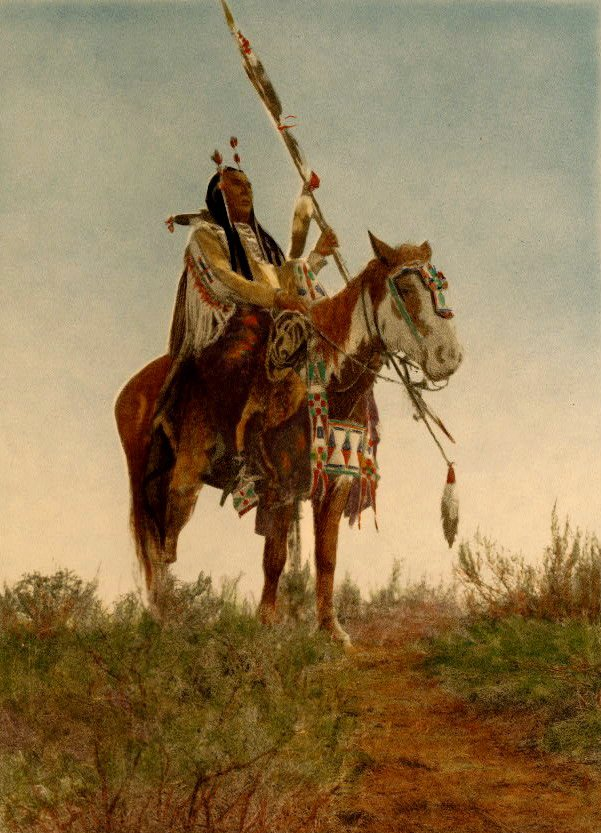
Crow-strijder, ingekleurde foto van Edward S. Curtis, 1908

Verschillende historici zijn van mening dat de tussenkomst van Europeanen in Noord-Amerika neerkomt op een genocide in de ruimere zin, eufemistisch omschreven als “het teruglopen van de bevolkingsaantallen bij inheemse volkeren”.

### 1492-1800: externe kolonisatie
Deze periode kan eigenlijk opgedeeld worden in twee subperiodes. De ene van 1492 tot ongeveer 1600 en de tweede van 1600/1650 tot aan 1800. De eerste periode is samen te vatten als de periode van het eerste (definitieve) contact tussen Amerika en Europa, een grote bevolkingsdaling door epidemieën en militaire confrontaties, door een falende Europese kolonisatiepolitiek en (tegelijkertijd) het smeden van allianties tussen Amerikaanse en Europese adel. De tweede periode zou men kunnen samenvatten als "de strijd om Amerika". Pas vanaf nu slagen de Europeanen erin om overal waar ze komen succesvolle koloniën te stichten. Dit komt vooral omdat de indiaanse bevolking bijna overal sterk is teruggelopen.

#### 1492-1600
Hoewel Noord-Amerika rond het jaar 1000 na Chr. al werd bereikt door de Vikingen, was hun invloed op het gebied niet bijzonder groot. Waarschijnlijk dreef men vooral handel met de Amerikaanse volken (bijvoorbeeld Europees ijzer tegen huiden van zeezoogdieren). Dit deden de Baskische, Bretonse, Normandische en Portugese vissers ongeveer 500 jaar later ook. Men ging naar de wateren rondom Newfoundland op zoek naar kabeljauw en vooral de Micmac (woonachtig in de huidige Canadese staten New Brunswick en Nova Scotia), de Beothuk (bewoners van Newfoundland) en de Eskimo's van Labrador dreven met deze vroege Europeanen handel. Het is mogelijk dat deze Europese vissers al voor Columbus Amerika bereikten. Het is een grotendeels verloren stuk Amerikaanse geschiedenis die opmerkelijke dingen heeft nagelaten zoals een mixtaal (pidgin) Micamac-Baskisch.
Toen Columbus van zijn ontdekkingsreis indianen mee terugbracht naar Europa, leidde dat tot een belangrijke theologische kwestie. Voorheen dacht men immers dat alle mensen op aarde afstamden van de drie zonen van Noach: Sem (Aziaten), Cham (Afrikanen) en Jafet (Europeanen). Men kwam erachter dat Columbus niet een route naar Azië had ontdekt, maar een nieuw continent. Als de indianen niet van Noachs zonen afstamden, waar kwamen ze dan wel vandaan? In 1512 met het Vijfde Lateraans Concilie loste paus Julius II het probleem op: De indianen waren ook kinderen van Adam en Eva en dus menselijk. De voorouders van de indianen zouden afstammen van de Babyloniërs, verbannen uit de stad Babylon wegens de zondigheid in de dagen vóór Noachs' zondvloed. Ze trokken zó ver weg dat ze de vloed overleefden. De indiaan zou uit Azië afkomstig zijn. De theorie dat de vroegste Amerikanen migranten waren uit Mongolië en nabijgelegen gebieden in Siberië, werd het eerst gesuggereerd door de jezuïtische missionaris José de Acosta in 1589. Die theorie werd daarna in de vroege 19e eeuw uitgewerkt door Alexander von Humboldt.
De eerst gedocumenteerde Europese aanwezigheid in Noord-Amerika is die van John Cabott die in 1497 Newfoundland en mogelijk Groenland bereikt. De Italiaan Verrezano (in Franse dienst) is een van de eerste die daadwerkelijk mensen beschrijft. In 1524 komt hij aan in de wateren van de huidige Carolina's en vaart hij langs de kust naar het noorden (waar hij onder andere bijna honderd jaar voor Henry Hudson de baai van het huidige New York bereikt). Vooral opmerkelijk zijn zijn vermeldingen van de vele gereguleerde bosbranden. Dit was een inheemse manier om (onder andere) gemakkelijk aan wild te komen. Onder andere de Amerikaanse bizon had men zodoende tot aan de Atlantische kust weten te lokken. Een andere belangrijke eerste ontmoeting is die tussen de Fransman Jacques Cartier en de St. Lawrence Irokezen rond 1540. Deze indianen woonden in de St. Lawrencevallei en waren maïsboeren. De twee nederzettingen die de Fransen aandoen waren gelegen op de plaatsen waar nu Quebéc-stad (Stadacona) en Montreal (Hochelaga) staan.
Binnen tien jaar, nadat Columbus voet aan land zette op het eiland San Salvador, werden hele stammen vernietigd, honderdduizenden mensen. Spanjaarden brandden de dorpen van de Taíno's plat en namen honderden mannen, vrouwen en kinderen gevangen om in Europa als slaven te verkopen. Binnen drie eeuwen na Columbus' aankomst waren de Taino's, die hem zo vriendelijk hadden verwelkomd, van de aardbodem verdwenen. Hun eenvoudige akkerbouw- en handwerkcultuur moest plaatsmaken voor katoenplantages, waar slaven werkten. Oerwouden werden door de kolonisten omgehakt om plantagegrond uit te breiden. De katoenplanten putten de bodem uit en de wind veroorzaakte zandvlakten toen er geen bomen meer waren. Columbus beschreef het eiland als groen, maar de Europeanen na hem 'verwoestten alles wat er leefde, de plantengroei en de bewoners – mensen, dieren, vogels, vissen.'
Op het vasteland van Amerika verdwenen de Wanpanoags, Chesapeaks, Chickahominies en Potomacs van de grote confederatie van Powhatan. Alleen de herinnering aan Pocahontas werd bewaard. Verdreven en gereduceerd tot onbetekenende groepjes werden de Pequots, Montauks, Nanticokes, Machapunga's, Catawba's, Cheraws, Miami's, Huronen, Eries, Mohawks, Seneca's en Mohegans. Alleen Unca's leefden in de herinnering voort. Helder water van de rivieren en stromen met Indiaanse namen was vervuild, 'de grond zelf verwoest en verziekt. De indianen moesten wel denken, dat de Europeanen een haat koesterden tegen de natuur – tegen de wouden met hun vogels en andere dieren, tegen de grazige open plekken in de bossen, tegen het water, de grond en zelfs tegen de lucht.'
Vanuit het zuiden probeerden de Spanjaarden door te dringen tot het gebied van de Mississippi-volkeren. Vanuit de Bahama's en Cuba wordt tot drie keer geprobeerd Florida aan te doen. De eerste keer (1513) komt men terecht in het gebied van de Calusa, een machtige federatie van vissers en handelaars die geleid wordt door een koning die de Spanjaarden Carlos noemen. Het eerste contact is vriendelijk maar al snel worden de Spanjaarden verjaagd. Evenals de tweede en de derde keer.
Ook Hernando de Soto (1541) en Francisco de Coronado (1540-1542) zijn twee voor beide groepen (Amerikanen en Europeanen) belangrijke historische figuren. De Soto gaat aan land in Florida en reist door het Amerikaanse zuidoosten, door het gebied van de Mississippi-volken. Hoewel hij verschillende grote nederzettingen aandoet, vindt hij niet het goud waarnaar hij op zoek is. Opmerkelijk is dat uit de geschreven verslagen van enkele deelnemers aan de expeditie blijkt dat enkele jaren voor de komst van De Soto een aantal gebieden zijn getroffen door onbekende epidemieën. De Soto zelf overleeft de tocht niet en de Spanjaarden worden uiteindelijk (via de Mississippi) uit het gebied verdreven. De expeditie van Coronado is al evenmin een succes. Hij bereikt vanuit Mexico de Pueblo-volken en wordt van daaruit door een gids naar het oosten geleid. Na een tijd besluit men terug te keren, want ook op de grote grasvlaktes zijn geen steden vol goud te vinden. Opmerkelijk is dat de twee expedities elkaar vrijwel op een paar kilometer na gemist hebben. Beide leiders waren behalve op zoek naar goud, ook op zoek naar andere Spanjaarden, maar beiden verloren ook vrijwel op hetzelfde moment het vertrouwen in hun gidsen en staakten de reis.

#### 1600-1800
Zo bleef het in feite de gehele 16de eeuw. Pas in de 17de eeuw slaagden de Europeanen erin kleine maar levensvatbare nederzettingen te stichten, vooral omdat men erachter kwam dat men allianties met indiaanse groepen moest sluiten. Zowel de Engelsen (vanaf 1607 in het huidige Virginia en New England), als de Nederlanders (rondom het huidige New York), Fransen (rondom het huidige Montreal) en Spanjaarden (in Florida en het zuidwesten) sloten allianties met bepaalde indiaanse groepen. Het bekendste voorbeeld is dat van de Engelsen en de Powhatan in Virginia. De Powhatanfederatie werd geleid door de vader van een meisje dat later bekend zou worden onder de naam Pocahontas (eigen naam Matoaka). Ook de Nederlanders sloten allianties (nog niet echt verdragen, eerder handelsovereenkomsten) met de lokale indianen en zo ontstond er langzamerhand een handelsnetwerk tussen beide continenten dat tot ver in de 18de eeuw voort bleef bestaan.
De Engelsen plaatsten, om tijd te kopen voor hun vestiging van Jamestown, een gouden kroon op het hoofd van Wahunsonacook, 'koning Powhatan'. Ze overtuigden hem ervan dat zijn mensen moesten werken om de blanke kolonisten te onderhouden. Zijn dochter Pocahontas trouwde met John Rolfe. Na de dood van de koning kwamen de Wahunsonacooks in opstand, maar ze onderschatten de Engelse wapens; er bleven van de achtduizend amper duizend in leven.
Indianen hielpen de eerste Engelsen toen zij in 1620 in Plymouth aankwamen om in leven te blijven. Er kwamen meer Engelsen en ze doopten het land Nieuw Engeland. Ze vroegen in 1625 extra land van de Pemaquiden, vijfduizend hectare. Indianenleider Samoset droeg als eerste officieel land af aan de Engelsen. Meer kolonisten kwamen en de Wampanoags waren al voor de dood van hun behulpzame leider Massaoit in 1662 de wildernis in gedreven. Zijn zoon Metacom ('Koning Philip') voorzag uitroeiing van zijn stam en verenigde zich met de Narragansetts en andere stammen. Ze vielen in 1675 tweeënvijftig nederzettingen aan en maakten er twaalf met de grond gelijk. De Engelse vuurwapens maakten een eind aan het voortbestaan van de stammen, gevangenen werden in West-Indië als slaven verkocht.
De Hollanders kwamen naar Manhattan en Peter Minuit nam het eiland in bezit in ruil voor vishaakjes en glazen kralen ter waarde van zestig gulden. Hij stimuleerde de indianen hun kostbare huiden tegen dergelijke sieraden te ruilen. In 1641 legde Willem Kieft de Mohicanen een schatting op. Hij stuurde soldaten naar Staten Island om de Raritans te straffen voor misdaden, die kolonisten hadden gepleegd. Toen de Raritans zich verzetten, werden er vier van hen gedood. De Raritans doodden daarop vier Hollanders. Uit wraak liet Kieft 's nachts toen de bewoners sliepen twee dorpen overvallen; de slapende mannen, vrouwen en kinderen werden met bajonetten doorstoken, de dorpen platgebrand.
De Vijf Naties der Irokezen vormden onder Hiawatha de machtigste en meest ontwikkelde stam in het oosten van Noord Amerika. Ze probeerden tevergeefs de vrede met de kolonisten te bewaren. Ze streden voor hun politieke onafhankelijkheid, maar dolven ten slotte het onderspit. Sommigen vluchtten naar Canada, anderen naar het westen en weer anderen werden in reservaten opgeborgen.
In de jaren zestig van de 18e eeuw wilde Pontiac van de Ottawa de stammen in het Grote Merengebied verenigen om de Britten terug te drijven over het Alleghenygebergte. Zijn poging mislukte, omdat hij een bondgenootschap met Franssprekende blanken was aangegaan. Die lieten de peaux-rouges (roodhuiden) tijdens het beslissende beleg van Detroit in de steek.
Een generatie later vormde Tecumseh van de Shawnee een confederatie van stammen uit het midwesten en het zuiden om hun land tegen de kolonisten te beschermen. Met zijn dood tijdens de oorlog van 1812 eindigde de indiaanse droom.
Hoewel in veel oude en/of eurocentrische literatuur vaak het beeld naar voren komt alsof de indianen vrijwel geen enkele rol speelden in de bonthandel, is dat natuurlijk niet waar. De Europeanen handelden immers vrijwel niet met elkaar in Amerika en bovendien leverden zij het bont niet. Ook is het niet waar dat de indianen gewillig deden wat de Europeanen wilden. Ten eerste vanwege het simpele feit van het bevolkingsaantal. Tot 1750 ongeveer waren er nog veel meer indianen dan Europeanen in de Amerika's. De gehele niet-indiaanse bevolking van Noord-Amerika bestond in 1800 uit iets meer dan 5 miljoen mensen. Honderd jaar daarvoor was dat niet meer dan ± 250.000.

### 1800-2000: interne kolonisatie

#### Amerikanen
De Verenigde Staten werden onafhankelijk in 1776 en de meeste Latijns-Amerikaanse landen rond 1820. Ook voor de oorspronkelijke Amerikanen was dit een begin van grote verandering. Ten eerste omdat er nu niet-indianen kwamen die zichzelf ook gingen beschouwen als "Amerikanen". Voor die tijd was de term "Amerikanen" voorbehouden aan de indianen. Vanaf 1776 is die term langzaam beginnen te verschuiven en vandaag de dag bedoelt een groot deel van de wereld met de term "Amerikanen" niet meer de indianen, maar de afstammelingen van de Europese kolonisten die zich in 1776 onafhankelijk van Engeland verklaarden. In Mexico is ongeveer hetzelfde gebeurd als in de VS. De term "Mexicaan" is de oorspronkelijke naam die de Azteken voor zichzelf gebruikten. "Mexicanen" waren dus tot de onafhankelijkheid van Mexico (1810/1821) de afstammelingen van de Azteken en de Mexicaanse taal was hun taal, het Nahuatl. Sinds de onafhankelijkheid echter is de betekenis veranderd. Tegenwoordig zijn "Mexicanen" alle inwoners van de staat Mexico (niet-indianen, afstammelingen van de Azteken, en andere indiaanse volkeren) en wordt met "Mexicaans" bedoeld de in dat land gesproken vorm van het Spaans. In Brazilië was het "Braziliaans" tot de onafhankelijkheid (1822) niet de huidige Braziliaanse variant van het Portugees maar een Tupitaal, de "Ligua Geral" (Tupinamba, Nheengatu, Lingua Brasilica, etc.). Ook in andere Latijns-Amerikaanse landen (Peru, Chili, Nicaragua) is iets dergelijks gebeurd.

#### Recht op grond
De tweede belangrijke verandering is voor de indianen veel dramatischer geweest. Omdat de "Nieuwe Amerikanen" in Noord- en Zuid-Amerika zichzelf nu zagen als daadwerkelijke inwoners van Amerika, kwam ook het idee op dat men echt recht had op alle beschikbare grond (en natuurlijk de aanwezige grondstoffen). Tot dan toe was (mede door het verzet van de indianen, de geringe mogelijkheden van de Europese technologie en de Europese onbekendheid van het binnenland) er van daadwerkelijke kolonisatie nog niet echt veel terechtgekomen. Op papier was bijna geheel Amerika sinds 1492 veroverd, maar in de praktijk bestond het Europese machtsgebied uit niet meer dan enkele kustkoloniën, missieposten, en door de Spanjaarden vroeg veroverde gebieden zoals de Grote Antillen, Mexico Stad, Lima, etc.
De Miami's leverden tussen 1795 en 1840 voortdurend slag en tekenden het ene na het andere verdrag, waarbij ze land in de vruchtbare Ohio-vallei dienden over te dragen, 'tot er letterlijk niets meer over was om af te staan'. Na de oorlog van 1812 stroomden blanke kolonisten Illinois binnen. De Sauk en Fox-indianen vluchtten naar de andere kant van de Mississippi. Zwarte Havik trok zich echter niet terug, sloot een verbond met de Winnebago's, Pottawotamies en Kickapoos en verklaarde de kolonisten de oorlog. Hij werd door Winnebago's verraden voor twintig paarden en 100 dollar en gevangengenomen; het verzet was gebroken.

#### Eeuwige Grens
In 1829 werd Andrew Jackson president van de Verenigde Staten. De indianen noemden hem Scherp Mes: zijn soldaten doodden duizenden Cherokezen, Chickasaws, Choctaws, Creeks en Seminolen. Deze zuidelijke indianen hielden hardnekkig vast aan hun land, dat hen 'voor eeuwig' was toegezegd door verdragen met de blanken. Andrew Jackson wilde de indianen ten westen van de Mississippi onderbrengen 'met de garantie dat zij daar kunnen leven, zolang als zij dat willen.' Hij was ervan overtuigd dat blanken en indianen niet in vrede konden samenleven. Op 28 mei 1830 ging de nieuwe wet in. Op 30 juni 1834 werd een wet aangenomen die de onderlinge handelsbetrekkingen moest regelen ('An Act to Regulate Trade and Intercourse with the Indian Tribes and to Preserve Peace on the Frontiers'). De Verenigde Staten ten westen van de Mississippi zou op uitzondering van Missouri en Louisiana na, 'indiaans grondgebied' zijn. Daar mocht geen enkele blanke zich vestigen. Maar voor de wet in praktijk kon worden gebracht spoelde een nieuwe golf kolonisten in westelijke richting. De 'eeuwige grens' werd naar de 95e lengtegraad verschoven.

#### Indiaans grondgebied
In 1838 dreven de soldaten van generaal Winfield Scott de Cherokezen in kampen bijeen om hen naar 'indiaans grondgebied' te verdrijven. Een op de vier Cherokezen kwam om 'van kou, honger en uitputting'. Daarom werd deze tocht het 'Spoor der Tranen' genoemd. De Choctaws, Chickasaws, Creeks en Seminolen moesten hun geboorteland in het zuiden verlaten. In het noorden kwamen de Shawnees, Miami's, Ottawa's, Huronen en Delaware als bannelingen aan in het land van 'de trotse en vrije Prairie-indianen'. Soldaten trokken door indiaans grondgebied om strijd te leveren met Mexico. Die oorlog werd in 1847 beëindigd en de VS hadden nu een gebied in bezit van Texas tot Californië, geheel ten westen van de 'eeuwige grens'.
In 1848 werd in Californië goud gevonden. Duizenden gelukzoekers trokken door indiaans grondgebied. Om de schendingen van de 'eeuwige grens' te rechtvaardigen werd in Washington 'Manifest Destiny' uitgevonden, 'een term waarmee de honger naar land officieel tot een deugd verheven werd.' Californië werd de 31e staat van de Unie, zonder dat daarbij de Modocs, Mohaves, Paiutes, Shasta's en Yuma's en ongeveer honderd andere, kleine stammen geraadpleegd werden. Er werd in Colorado goud gevonden en Kansas en Nebraska werden gevormd, 'waarbinnen nagenoeg al het land van de Prairie-indianen gelegen was.' In 1858 werd Minnesota een staat. In 1860 waren er vermoedelijk 300.000 indianen op 'indiaans grondgebied' ten westen van de Mississippi, sinds de komst van de kolonisten in Virginia en Nieuw Engeland volgens schattingen verminderd met 50 tot ruim 60 %. De overlevenden zaten klem tussen dertig miljoen Europeanen en hun nakomelingen.
In het westen waren de Sioux of Dakota's de machtigste stam. Ze bestonden onder meer uit Santee-Sioux en Teton-Sioux. Nauw verbonden met de Teton-Sioux waren de Cheyennes en de Arapaho's waren aan de Cheyennes verwant. Verder speelden de Kiowa's, Comanches, Doorboorde Neuzen (Nez Percés) en Apachen een rol van betekenis. De Navaho's waren aan de Apachen verwant. In december 1890 kwam in de slag bij de Gekwetste Knie (Wounded Knee) een symbolisch einde aan de indiaanse vrijheid.

#### Anti-indiaans
Grote voorvechters van de vrijheid voor de Amerikaanse koloniën (zoals George Washington en Thomas Jefferson in het noorden en Simon Bolívar in het zuiden) waren zeer uitgesproken anti-indiaans. De indianen dienden óf op te gaan in de nieuwe nationale staten, óf verdreven te worden, óf uit te sterven. Vooral Bolívar was zeer duidelijk. Voor eigen indiaanse volkeren, culturen en talen was geen plaats meer. De Spanjaarden hadden in zijn ogen een zeer grote fout begaan met het in stand houden van de indiaanse culturen. De nieuwe officiële taal van Latijns-Amerika moest Spaans worden, de cultuur Latijns-Amerikaans en de religie rooms-katholiek. Indiaanse volkeren (samen met de zwarte bevolking en een groot deel van de mestiezenbevolking van dat moment) die dat niet wilden, moesten uit de samenleving verwijderd worden omdat, als dat niet gebeurde, Latijns-Amerika zich nooit goed zou kunnen ontwikkelen, nooit "modern" worden. In het noorden gebeurde iets dergelijks. De Amerikaanse kolonisten begonnen met de grote trek naar het "Lege Westen" en voor indianen was geen plaats meer. De daadwerkelijke verovering van Amerika heeft vervolgens slechts een kleine honderd jaar geduurd. In 1876 behaalden de indianen hun laatste grote overwinning in het noorden (Slag bij de Little Bighorn waar de Lakota en andere indiaanse volkeren het leger van generaal Custer versloegen) en rond 1860/1870 begonnen Chili en Argentinië met de verovering van Patagonië, een groot gebied dat nooit door de Spanjaarden werd veroverd. Uruguay bepaalde dat er in de staat geen plaats was voor indianen, ze werden als gevolg hiervan dan ook naar Argentinië en Brazilië verdreven of uitgeroeid. Uruguay heeft met 8% het minste aantal mestiezen in Zuid-Amerika.
De regering van de Verenigde Staten hebben meer dan 1.500 oorlogen, aanvallen en plundertochten uitgevoerd tegen de indianen, meer dan enig ander land tegen een inheemse bevolking. Aan het einde van de Indiaanse Oorlogen, eind 19e eeuw, waren er minder dan 238.000 indianen over, terwijl er in Noord-Amerika 5 tot 15 miljoen waren toen Columbus in 1492 voet aan wal zette. De schatting van de precolumbiaanse bevolking is, volgens David Stannard (American Holocaust, 1992), professor Amerikaanse studies aan de Universiteit van Hawaï, radicaal veranderd de afgelopen decennia: van weinig meer dan 8 miljoen (waarvan 1 miljoen ten noorden van Mexico, jaren 1940-50), tot 75-100 miljoen (waarvan ca. 8-12 miljoen ten noorden van Mexico) of zelfs 145 miljoen (waarvan 18 miljoen ten noorden van Mexico).

#### Grafschennis
De schedel van de Apachenleider Geronimo zou, volgens het Amerikaanse Genootschap voor Archeologie (Society for American Archaeology, SAA), door Prescott Bush zijn opgegraven in Fort Sill (Oklahoma) en in de relikwieëntombe van het geheime genootschap Skull and Bones zijn geplaatst. De zoon (George H.W. Bush) en kleinzoon (George W. Bush) van Prescott Bush, die betrokken was bij de bewapening van de nazi's in Duitsland via de banken ( Union Banking Corporation, UBC) van de familie Thyssen (broers Fritz Thyssen en baron Heinrich Thyssen van de Bank voor Handel en Scheepvaart in Rotterdam) werden president van Amerika.

#### Culturele genocide: internaten en inheemse kindergraven
Volgens de National Native American Boarding School Healing Coalition werden er tussen 1896 en de jaren 1960 honderdduizenden inheemse kinderen weggehaald van hun families en in internaten (boarding schools) geplaatst onder de leiding van de federale overheid en de kerken. In 1926 werd geschat door het Indian Office dat 83% van de indianenkinderen in internaten waren ondergebracht. Ze werden daar gestraft als ze een inheemse taal spraken, weggestuurd als ze traditionele cultuur in praktijk brachten, van traditionele kleding en kapsel ontdaan en persoonlijke bezittingen en elk inheems cultureel gedrag werd hen ontnomen.
Graham Hancock spreekt in zijn America Before (2019) van fysieke en culturele genocide. Dat culturele uitroeiing het doel was, blijkt volgens hem wel uit de bovengenoemde inrichting van de internaten. Hij noemt het een etnisch gerichte brainwashing exercise op een gigantische schaal, opzettelijk ontworpen om de inheemse Amerikanen hun eeuwenoude erfgoed, tradities, wijsheid, herinneringen en taal van hun voorouders, te doen vergeten.
De US army captain Richard Henry Pratt, de stichter van en pleiter voor de 'boarding schools movement' gaf in 1892 de volgende speech: 'Een grote generaal heeft gezegd dat de enige goede indiaan een dode indiaan is. Op een bepaalde manier, ben ik het eens met deze strekking, maar alleen hierin: dat alles dat er indiaans is in het ras dood zou moeten. Dood de indiaan in hem en red de mens.'
In 2021 zijn in Canada kindergraven ontdekt in de buurt van voormalige kostscholen voor inheemse kinderen. 'De leerlingen moesten zich tot het christendom bekeren, mochten hun eigen taal niet spreken en werden mishandeld en misbruikt. Zo'n 6000 kinderen zouden zijn gestorven.' Nabij de oude school in de stad Kamloops in de provincie British Columbia werden de graven van 215 kinderen gevonden. In de provincie Saskatchewan bij de Marieval Indian Residential School (1899-1997) werden meer kindergraven gevonden dan in Kamloops. Het gaat in totaal om bijna duizend graven. Bij de katholieke (missie) school in Cranbrook in British Columbia werd een derde vondst gedaan, er zouden volgens de inheemse groep (Lower Kooknay Band) 182 ongemarkeerde graven zijn gevonden. In februari 2022 werden 54 graven gevonden door Keeseekoose First Nation (een gemeenschap van oorspronkelijke bewoners van Canada) bij de katholieke scholen St. Philip's (1905-1913) en Fort Pelly (1928-1968). In januari 2022 waren er 50 graven gevonden bij een internaat in Brits-Columbia.
'Tussen begin 20e eeuw en 1970 zaten naar schatting 150.000 inheemse kinderen op de 139 [veelal katholieke] kostscholen. Ze werden bij hun families weggehaald en naar de scholen gestuurd, met de bedoeling ze te laten assimileren aan de dominante Europese cultuur.' 'Op sommige scholen overleed tot 60 procent van de kinderen. De sterfgevallen werden vaak slecht of niet gedocumenteerd, waarna de lichamen anoniem werden begraven. De ouders werden daar niet van op de hoogte gebracht. Zij hadden sowieso weinig contact met hun kinderen, want dat zou een slechte invloed op hen hebben.'
Op 1 april 2022 heeft paus Franciscus excuses aangeboden voor het jarenlange wangedrag van de katholieke kerk tegenover kinderen van de inheemse Canadese volkeren. De paus heeft zich in juli 2022 in Canada in eigen persoon verontschuldigd voor de misstanden op katholieke kostscholen en gaf, op weg naar huis, toe dat er culturele genocide op de indianen was gepleegd.

## Cultuur, taal, kunst

De meeste indiaanse talen worden tegenwoordig met het Latijnse schrift geschreven, maar voor sommige, zoals hier het Cherokee, maar ook voor de Ojibweg en Cree, is een apart schrift ontwikkeld

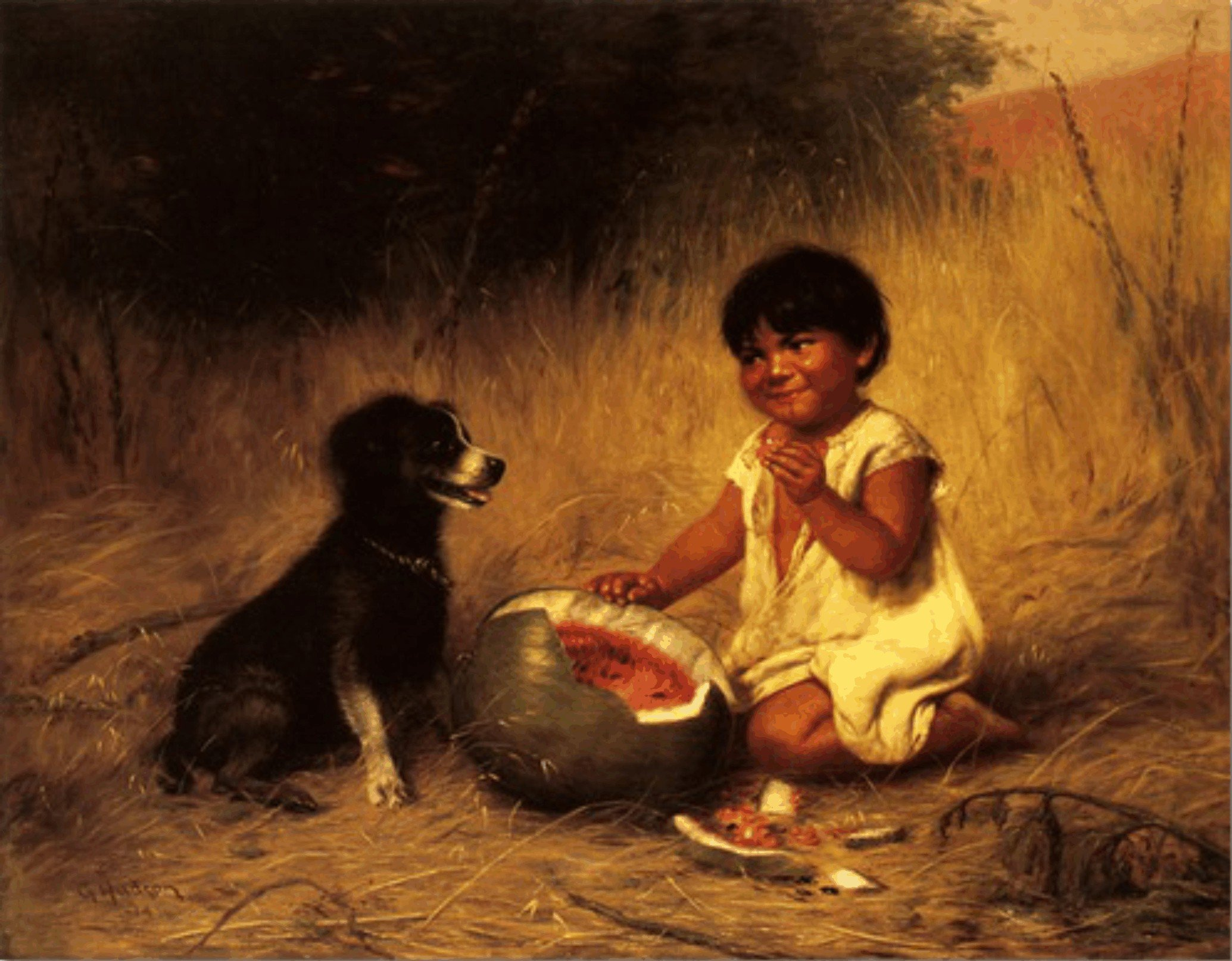
Op het schilderij The Watermelon van Grace Hudson is een jonge indiaanse jongen met zijn hond te zien

Uiteraard is er de afgelopen vijfhonderd jaar veel veranderd. De culturen die in 1492 bestonden zijn voor een groot gedeelte weggevaagd door ziektes, geweld en menselijke keuzes. In grote delen van Noord-Amerika is er zelfs bijzonder weinig overgebleven van de oorspronkelijke culturen. In plaats daarvan zijn echter geheel nieuwe indiaanse culturen gekomen, culturen die deels (in meer of mindere mate) wel degelijk terug te voeren zijn op de pre-Europese. Cultuur is immers niet iets statisch. Europese culturen van nu zijn ook totaal anders dan die van vijfhonderd jaar geleden.
De talen hebben het ook zwaar te verduren gehad. Voor veel indiaanse volkeren vandaag de dag valt cultuur en taal eigenlijk niet goed te scheiden. Taal maakt onderdeel uit van de cultuur. Dat is ook de reden waarom er veel "revalidatieprogramma's" zijn voor indiaanse talen, vooral in het noorden. Toch blijven de vooruitzichten somber. In Canada heeft men berekend dat van het aantal talen vandaag de dag (ongeveer 50) er slechts vier deze eeuw zullen overleven.
Naar schatting werden er ongeveer tweeduizend verschillende talen gesproken in 1492. Daarmee was het, taalkundig gezien, een van de rijkste gebieden ter wereld. Vooral langs de Noord-Amerikaanse westkust en in het westelijke deel van de Amazonebekken werden bijzonder veel talen gesproken. Eigenlijk is er maar een plaats ter wereld die daarmee te vergelijken was (is): het eiland Nieuw-Guinea. Deze talen zijn door verschillende taalkundigen opgedeeld in allerlei taalfamilies. Er bestaat echter grote onenigheid over de vraag hoeveel families er zijn en hoe de verwantschappen precies zijn. Er zijn twee uitersten te noemen. De Amerikaanse linguïst Joseph Greenberg stelde vast dat er in feite slechts drie grote superfamilies bestonden: de "Eskimo-Aleoetische talen", de "Na-Denétalen" (onder andere de Athabasken) en vervolgens alle andere Amerikaanse talen van geheel Latijns-Amerika en resterend Noord-Amerika. Deze laatste groep (waar ook de meeste kritiek op kwam) noemde hij "Amerind". Dit ging veel collega's te ver maar het andere uiterste (alleen in Noord-Amerika al ruim 30 verschillende families) is op wereldschaal gezien toch ook op z'n minst opmerkelijk te noemen. Europa heeft maar vier van zulke grote families en Azië (dat veel groter is dan Noord-Amerika) heeft er minder dan 30. De discussie gaat door.
De belangrijkste taalgroepen zijn:
- Noord-Amerika
  - Na-Denétalen (voornamelijk westelijk Canada en het binnenland van Alaska. Echter ook Dineh en de taal van de Apachen uit New Mexico en Arizona)
  - Algische talen (oostelijk Canada, oostkust van de Verenigde Staten en volken in het binnenland zoals het Cheyenne en het Arapaho)
  - Salishtalen (noordwesten van de Verenigde Staten, zuidwesten van Canada)
  - Sioux-Catawbatalen (voornamelijk Plains maar ook oostkust. Bekendst is het Sioux)
  - Uto-Azteekse talen (van Idaho in het noorden tot in Midden-Amerika. Bekendst is het Nahuatl van de Azteken maar ook het Hopi in Arizona en het Comanche horen bij deze familie)
- Meso-Amerika
  - Uto-Azteeks (zie boven)
  - Oto-Manguetalen (van Centraal-Mexico tot in Noordwest-Costa Rica, onder andere het Zapoteeks en het Mixteeks)
  - Mayatalen (de Mayatalen van Guatemala, Yucatán en Chiapas plus het Huaxteeks aan de noordelijke golfkust)
  - Mixe-Zoquetalen (Zuid-Mexico, Mixe en Zoque)
- Zuid-Amerika
  - Arawaktalen (de Antillen en een minderheid van de inheemsen in Suriname en verder een groot deel van vooral tropisch Zuid-Amerika. De zuidelijkste volken woonden in Argentinië, Bolivia en Zuid-Brazilië)
  - Aymaraanse talen (Centrale Andes, Aymara)
  - Caribische talen (voornamelijk in het noorden: de Guyana's, Venezuela en Colombia. De meeste inheemsen in Suriname horen bij deze familie)
  - Chibchatalen (van Honduras tot in Venezuela. Het Muisca in Colombia is het bekendst)
  - Tupitalen (voornamelijk Brazilië. Net als de Arawakken langs de grote rivieren maar ook aan de Braziliaanse kust. Ook Guaraní in Paraguay.)
  - Macro-Gêtalen (vooral Oost-Brazilië. Het Kayapo en Xavante horen hierbij)
  - Quechuaanse talen (bij komst van de Spanjaarden van zuid Colombia tot Centraal-Chili is Quechua de "lingua franca" van het Incarijk)

## Aantallen
Het aantal indianen in Amerika is vandaag de dag volgens schattingen ongeveer 40 miljoen. Het aantal verschilt nogal per land (zie kaart). De meesten wonen in de Andes (Bolivia, Peru, Ecuador) en in het voormalige Meso-Amerika (Mexico, Guatemala). Datzelfde geldt ook voor hun politieke status. In sommige landen zoals de VS en Brazilië hebben ze speciaal voor hen bestemde stukken land (reservaten). In andere landen bestonden ze tot voor kort niet eens officieel (Peru) of staat men zeer sceptisch tegenover speciale inheemse rechten (Chili). De inheemse Surinamers vormen 3,7% van de bevolking van Suriname. Volgens een inventarisatie in 1806 was meer dan de helft van de gezinshoofden op Aruba toen indiaans.